# 富尔内-吕桑
富尔内-吕桑（法語：Fournets-Luisans，法語發音：[fuʁnɛ lɥizɑ̃]）是法国杜省的一个市镇，位于该省东部，属于蓬塔利耶区。该市镇于1972年由原市镇格朗方丹-富尔内（Grandfontaine-Fournets）和吕桑（Luisans）合并而成。

## 地理
富尔内-吕桑（47°6'42"N, 6°33'45"E）面积27.71 平方千米，位于法国勃艮第-弗朗什-孔泰大區杜省，该省份为法国东部内陆省份，北起上索恩省，西接汝拉省，东部及东南部与瑞士接壤，东北部与贝尔福地区省接壤。
与富尔内-吕桑接壤的市镇（或旧市镇、城区）包括：韦讷、菲昂、勒贝略、日耶、奥尔尚韦讷、莱凡、莫尔托、莱孔布、吉扬韦讷。

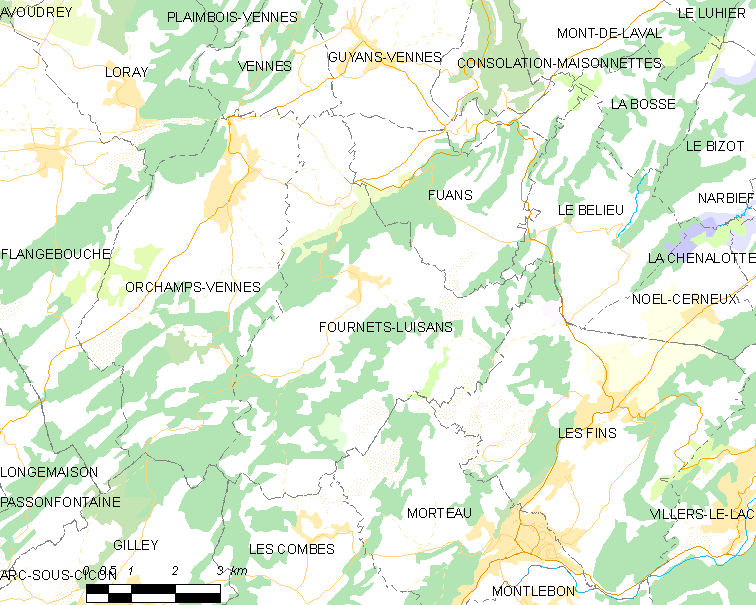
富尔内-吕桑的OSM定位图

富尔内-吕桑的时区为UTC+01:00、UTC+02:00（夏令时）。

## 行政
富尔内-吕桑的邮政编码为25390，INSEE市镇编码为25288。

## 政治
富尔内-吕桑所属的省级选区为瓦尔达翁县。

## 人口

1962-2008年间富尔内-吕桑人口变化图示

富尔内-吕桑于2022年1月1日时的人口数量为738人。